# خدمة رسائل الوسائط المتعددة
خدمة رسائل الوسائط المتعددة (بالإنجليزية: Multimedia Messaging Service) أو MMS هي معايير لأنظمة التراسل الهاتفي تسمح بإرسال رسائل تحتوي على عناصر وسائط متعددة (صوت، صورة، نص غني) وليس فقط نص صِرف كما في الرسائل النصية القصيرة.